# Maissy
Pramaisshela Arinda Daryono Putri (nacida el 23 de marzo de 1990, Yakarta), conocida artísticamente como Maissy, es una excantante indonesia. Se hizo conocer como cantante cuando aún era una niña en la mitad de la década del 90. Desde 2008, empezó a cursar la carrera de medicina y se graduó en la Facultad de Medicina de la Universidad de Indonesia en 2013. Maissy se casó con un colega de un campus durante su año universitario, Riky Febriansyah, el 31 de enero de 2014.

## Biografía
Maissy ha demostrado su estilo único aunque a la vez erótico, pues ha sido apodada como la Ci Luk Baa, cuando ella participó en la red televisiva de SCTV. Comenzó su carrera lentamente, hasta que logró vender varias de sus producciones discográficas. Debutó como actriz en la telenovela titulada Melati Putih, que se transmitió por la red Trans TV. A lo largo de su carrera ha publicado 12 álbumes como solista. Su último álbum, Secercah Cahaya, fue lanzado en 2003, a la edad de trece años.

## Discografía
- Anak Indonesia (1995)
- Si Kuman Nakal (1995)
- Ci...Luk...Baaa...! (1996)
- Idola Cilik (1997)
- Allah (1997)
- Hello (1998)
- Sholat Lima Waktu (1998)
- Syalala (1999)
- Sujud (1999)
- Irama Musik (2000)
- Melati Putih (2002)
- Secercah Cahaya (2004)

## Telenovelas
- Melati Putih (2002)